# Michael Benedikt Lessing
Michael Benedikt Lessing, auch Michael Benedict Lessing (* 15. Juli 1809 in Danzig; † 6. Dezember 1884 in Berlin) war ein deutscher Mediziner und praktischer Arzt in Berlin.

## Leben
Michael Benedikt Lessing studierte an der Universität Königsberg und der Universität Berlin Medizin, wirkte bereits 1831 während der ersten Cholera-Epidemie im Auftrag der Königsberger Regierung auf der Grundlage seiner bis zu dieser Zeit erworbenen medizinischen Kenntnisse in den Städten Labiau und Osterode und wurde 1833 in Berlin mit seiner Dissertation De medicinae in emendationem generis humani ethicam atque politicam auctoritate promoviert. Michael Benedikt Lessing wirkte ab 1835 als Arzt in Berlin und wurde am 3. August 1838 unter der Präsidentschaft von Christian Gottfried Daniel Nees von Esenbeck mit dem akademischen Beinamen Choulant unter der Matrikel-Nr. 1458 als Mitglied in die Kaiserliche Leopoldino-Carolinische Akademie der Naturforscher aufgenommen.
Am 23. Oktober 1839 wurde er als Folge der seinem Lehrer Johann Nepomuk Rust gewidmeten Schrift Paracelsus, sein Leben und Denken. Drei Bücher und der darin veröffentlichten anerkennenden Worte zum Verhalten der Stadt Salzburg gegenüber Paracelsus zum Ehrenbürger von Salzburg ernannt. Er beteiligte sich später mit Friedrich Graevell (1819–1878) an der Reform der preußischen Medizinal-Verfassung, wurde zum Geheimen Sanitätsrat ernannt und beging 1883 noch sein 50-jähriges Doktor-Jubiläum.

## Schriften (Auswahl)
- De medicinae in emendationem generis humani ethicam atque politicam auctoritate. Dissertatio inauguralis philosophico-medica, Berolini 1833 (Digitalisat)
- Handbuch der Geschichte der Medizin. Erster Band. Geschichte der Medizin bis Harvey (1628.). Hirschwald, Berlin 1838 (Digitalisat)
- Benachrichtigung über die Unsicherheit der Erkenntniß des erloschenen Lebens. A. Hirschwald, Berlin 1836.
- Paracelsus, sein Leben und Denken. Drei Bücher. Reimer, Berlin 1839 (Digitalisat)
- Chirurgische Diagnostik. Fernbach, Berlin, erster Band 1845 (Digitalisat), zweiter Band 1846 (Digitalisat)
- Handbuch der speciellen praktischen Arzneimittellehre. Achte Auflage, Förstner, Leipzig 1863 (Digitalisat)
- Kurzer Abriss der Materia medica. Ein Repetitorium. Zweite Auflage, Felix, Leipzig 1866 (Digitalisat)